# Линдси, Джон
Джон Влит Ли́ндси (англ. John Vliet Lindsay; 24 ноября 1921 — 19 декабря 2000) — американский политик, член Палаты представителей США от штата Нью-Йорк (1959—1965), в 1966—1973 гг. мэр Нью-Йорка.

## Биография
Родился в семье Джорджа Нельсона Линдси и Флоренс Элеаноры Влит, имевших, соответственно, английские и нидерландские корни. Высшее образование получал в Йельском колледже и в Йельской школе права. В 1943 году записался в ВМС США в качестве артиллерийского офицера. Он принял участие в сицилийской операции и в нескольких сражениях на Тихоокеанском театре. Линдси дослужился до звания лейтенанта и получил пять звёзд за службу. После войны вернулся к учёбе и в 1948 году получил степень по праву.
Политикой начал заниматься в начале 1950-х годов. В 1952 году он возглавил молодёжное движение Республиканской партии. В 1958 году при поддержке таких видных политиков, как Брюс Бартон и Уэнделл Уилки, победил на республиканских праймериз и избрался в Палату представителей США от 17-го избирательного округа штата Нью-Йорк, член Конгресса с 1959 по 1965 год. Он выступал в поддержку гражданских прав и программ «Великое общество».
В 1965 году в качестве кандидата от Республиканской партии и Либеральной партии штата Нью-Йорк победил на выборах мэра Нью-Йорка кандидата от демократов Абрахама Бима и кандидата от консерваторов Уильяма Бакли. 1 января 1966 года, в его первый же день мэрства, произошла крупная забастовка работников метрополитена и городских автобусных станций, в результате которой система общественного транспорта Нью-Йорка оказалась парализованной; забастовка продлилась 12 дней. В качестве профилактической меры власти штата вывели метрополитен из подчинения городу, передав управление им компании MTA.
Линдси провёл в городском правительстве несколько административных преобразований. Впервые в Нью-Йорке он ввёл подоходный налог. Также Линдси проводил программу облагораживания городских парков. В то же время в городе начал расти уровень преступности, а городские службы справлялись со своей работой всё хуже. Недовольство горожан рабочего и среднего классов росло. Действия властей, проводимые в рамках реализации программы по децентрализации городской школьной системы, привели к забастовке учителей в Бруклине. Она продлилась с мая по ноябрь 1968 года. Помимо прочего, забастовка была омрачена конфликтами на расовой почве между еврейскими учителями и родителями чернокожих и пуэрто-риканских учеников.
На выборах мэра 1969 года Линдси не удалось заручиться поддержкой республиканцев, и он выставил свою кандидатуру от Либеральной партии. Кандидат от демократов Марио Прокаччино, придумал термин «лимузинный либерал», чтобы описать Линдси и его богатых сторонников из Манхэттена. Набрав более 40% голосов, Линдси удалось переизбраться, а в 1971 году он вышел из Республиканской партии, перейдя в Демократическую, в составе которой пытался номинироваться на президентские выборы 1972 года. Второй срок Линдси оказался для него ещё более проблемным. Так, продвигаемый Линдси проект возведения жилого комплекса для малообеспеченных семей в районе Форест-Хилс в Куинсе вызвал ожесточённые протесты жителей. Сомнительная экономическая политика привела к тому, что к началу 1970-х годов город оказался на грани банкротства.
На третий срок Линдси избираться уже не стал. В 1980 году он попытался стать кандидатом на выборах в Сенат США от штата Нью-Йорк, но проиграл демократические праймериз Элизабет Хольтцман. После этого Линдси вовсе ушёл из политики.
В конце жизни Линдси начал испытывать серьёзные проблемы со здоровьем. Он переехал в курортный городок Хилтон-Хед-Айленд в Южной Каролине, где 19 декабря 2000 в возрасте 79 лет скончался от осложнений, вызванных пневмонией и болезнью Паркинсона. Его супруга Мэри Гаррисон Линдси, на которой он женился в 1949 году, умерла спустя 4 года, в 2004 году.